# 삼천포고등학교
삼천포고등학교(三千浦高等學校)는 대한민국 경상남도 사천시 벌리동에 있는 사립 고등학교이다.

## 학교 연혁
- 1946년 6월 20일 : 학교법인 보흥의숙 설립인가
- 1951년 9월 18일 : 삼천포고등학교 개교 (6학급)
- 1951년 10월 29일 : 제1회, 제2회 입학식
- 1976년 3월 3일 : 학교법인 백진학원 개칭
- 2010년 8월 1일 : 선진형 교과교실제 운영학교 선정
- 2017년 4월 10일 : 제31대 김홍석 이사장 취임
- 2021년 7월 22일 : 이룸학사(기숙사) 개관
- 2022년 9월 1일 : 제19대 김성봉 교장 취임
- 2023년 2월 3일 : 제71회 졸업식(졸업생 140명, 누계 13,220명)
- 2023년 3월 4일 : 제74회 입학식(신입생 145명)

## 참고 자료
- 삼천포고등학교 - 한국교육학술정보원 학교알리미